# Egelsee (Gemeinde Krems an der Donau)
Egelsee ist eine Ortschaft und der Stadtteil V der Statutarstadt Krems an der Donau in Niederösterreich. Die Ortschaft hat 965 Einwohner (Stand 1. Jänner 2024). Bis Ende 1971 war Egelsee eine eigenständige Gemeinde.

## Lage
Das Gassengruppendorf Egelsee im Nordwesten der Stadtgemeinde liegt nördlich vom Stadtteil IV Stein an der Donau und südlich vom Stadtteil VI Rehberg. Zum Ort zählen auch die Lagen Alauntal, Reisperbachtal und Schießstätte.

## Geschichte
Urkundlich wurde der Ort im 13. Jahrhundert im Passauer Urbar genannt.
Laut Adressbuch von Österreich waren im Jahr 1938 in der Ortsgemeinde Egelsee ein Bäcker, ein Fleischer, zwei Gastwirte, zwei Gemischtwarenhändler, ein Schmied, ein Schneider, zwei Schuster und einige Landwirte ansässig. Bis zur Eingemeindung nach Krems war der Ort eine selbständige Ortsgemeinde, der auch Alaunthal und Scheibenhof angehörten.
Mit 1. Jänner 1972 wurde im Zuge der Niederösterreichischen Kommunalstrukturverbesserung die bis dahin selbständige Gemeinde Egelsee nach Krems an der Donau eingemeindet.

## Verbauung
Die Straßen gehen sternförmig von der im Zentrum gelegenen Pfarrkirche aus. Die Bebauung ist geschlossen, eingeschoßig, überwiegend giebelständig. Es gibt Dreiseithöfe teils mit Schopfwalmdächern und teils mit verbretterten Giebeln.

## Kultur und Sehenswürdigkeiten
- Katholische Pfarrkirche Egelsee Hll. Johannes und Paulus
- Monumentaler zweizoniger Bildstock südlich des Dorfes
- Donauwarte: Aussichtswarte südöstlich des Ortes auf dem Braunsdorfer Berg

## Öffentliche Einrichtungen
In Egelsee befindet sich eine Volksschule.